# Battincourt
Battincourt (Bettenuwen/Bätem en luxembourgeois) est un village du Pays d'Arlon dans la province de Luxembourg, en Belgique. Administrativement il fait partie de la ville et commune belge d'Aubange - section d'Halanzy - en Région wallonne de Belgique. Il a reçu son nom du ruisseau de la Batte, qui y prend sa source.

## Géographie

### Situation
Situé entre Musson et Aubange, à proximité des frontières luxembourgeoise et française, Battincourt fait partie de la Lorraine belge.

### Cours d'eau
La rivière Batte, un affluent de la Vire, y prend sa source et lui a sans doute donné son nom. La Vire, un affluent du Ton, prend sa source dans le bois de Pertot à l'ouest du village.

## Histoire
Autrefois le village de Bettenhoven alias Battincourt, qui était compris dans la seigneurie foncière d'Esch-ob-der-Hurt (Aix-sur-Cloye), dépendait de la châtellenie de Longwy.
Avant la convention du 16 mai 1769, Battincourt était un village du Barrois, rattaché au Bailliage de Villers-la-Montagne.
Avant la fusion des communes de 1977, Battincourt faisait partie de la commune d'Halanzy et avait pour code postal 6788.

## Toponymie
L'un des premiers noms de Battincourt était Bêthem.

## Démographie
Battincourt compte 524 habitants au 31 décembre 2019. Le graphique suivant représente l'évolution du nombre d'habitants du village depuis le premier recensement de la commune d'Aubange après la fusion des communes, soit en 1978:

## Patrimoine
- L'église Saint-Nicolas[6]

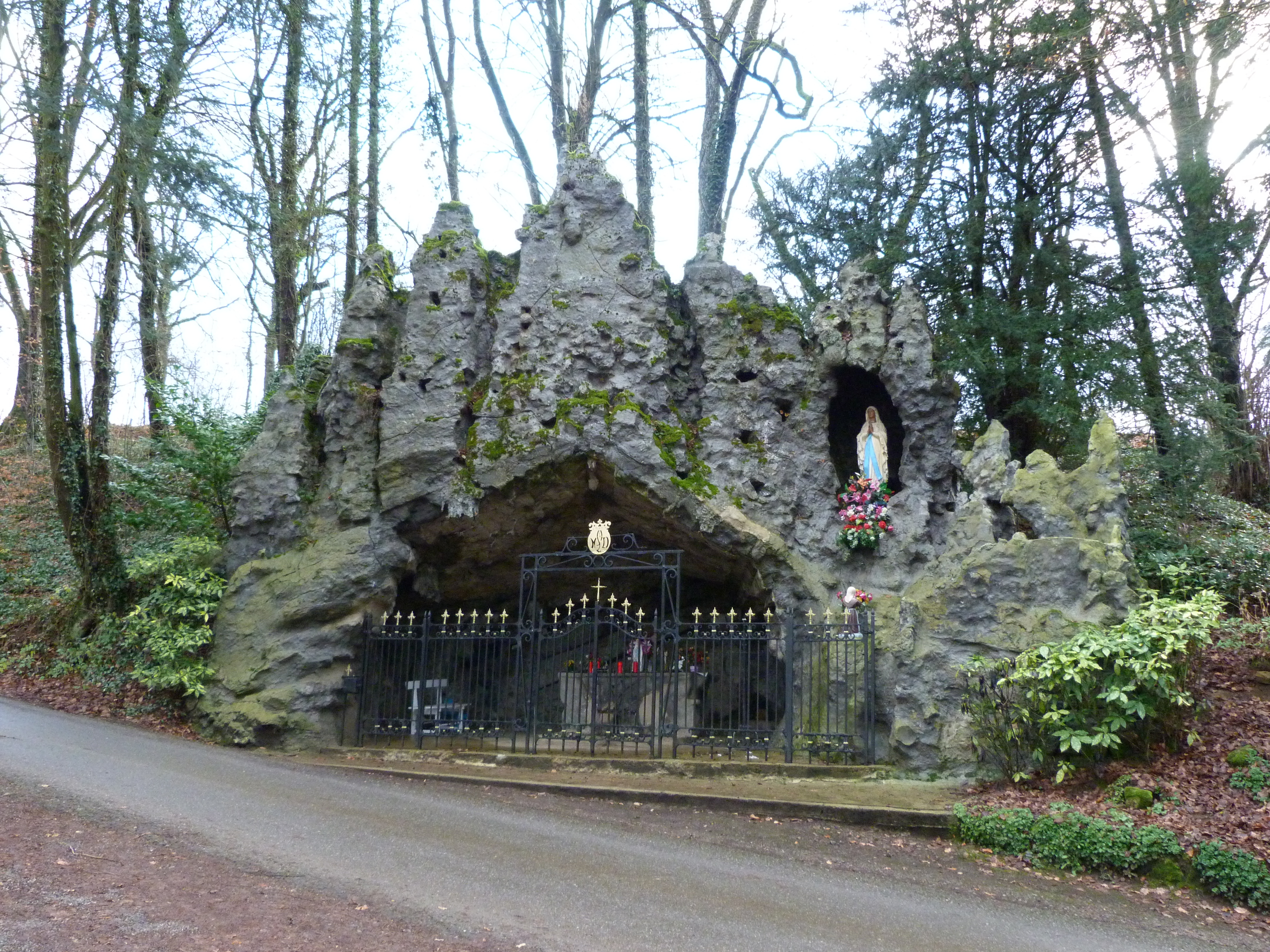
La grotte Notre-Dame, en haut du village.

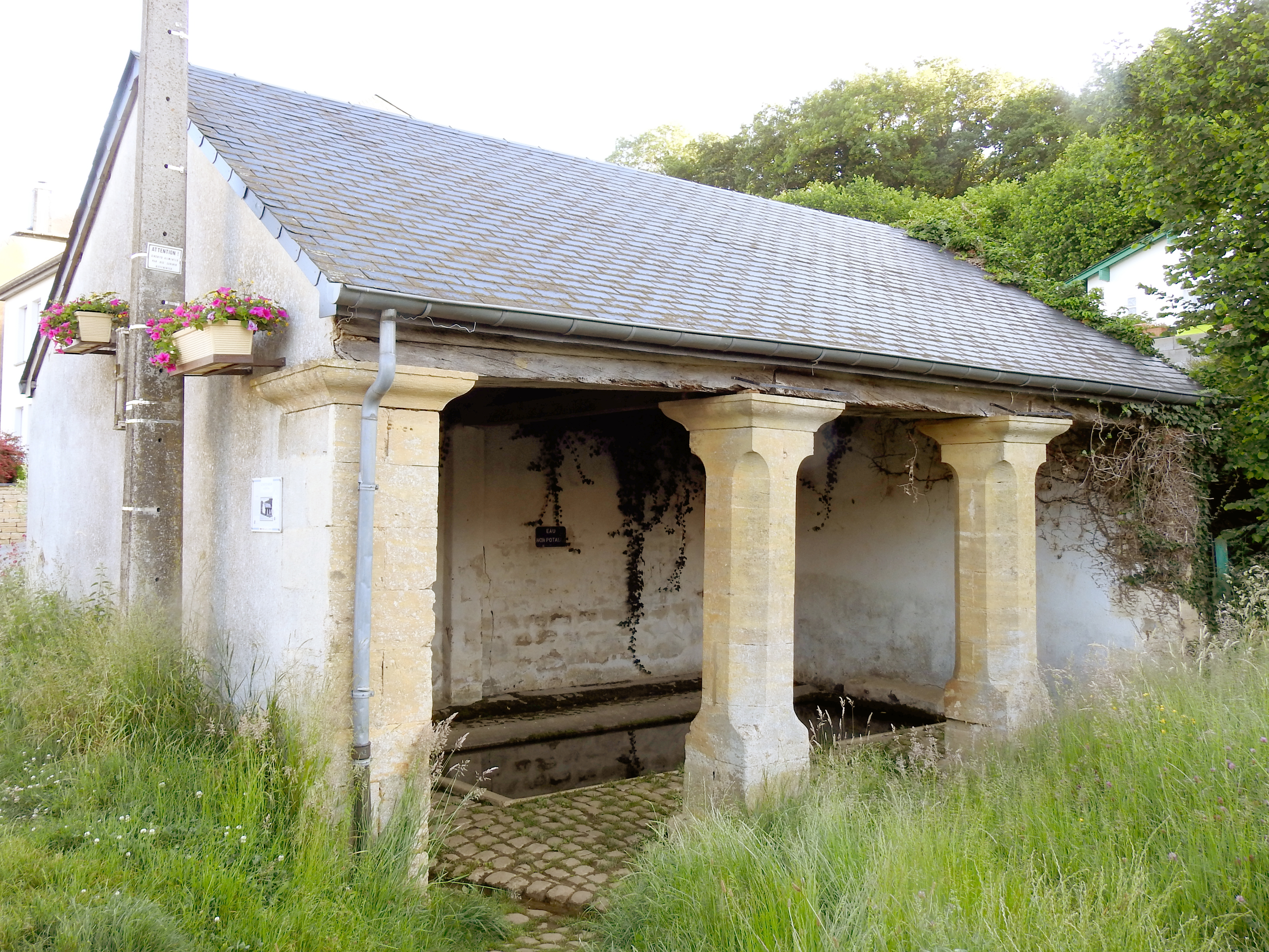
Le lavoir

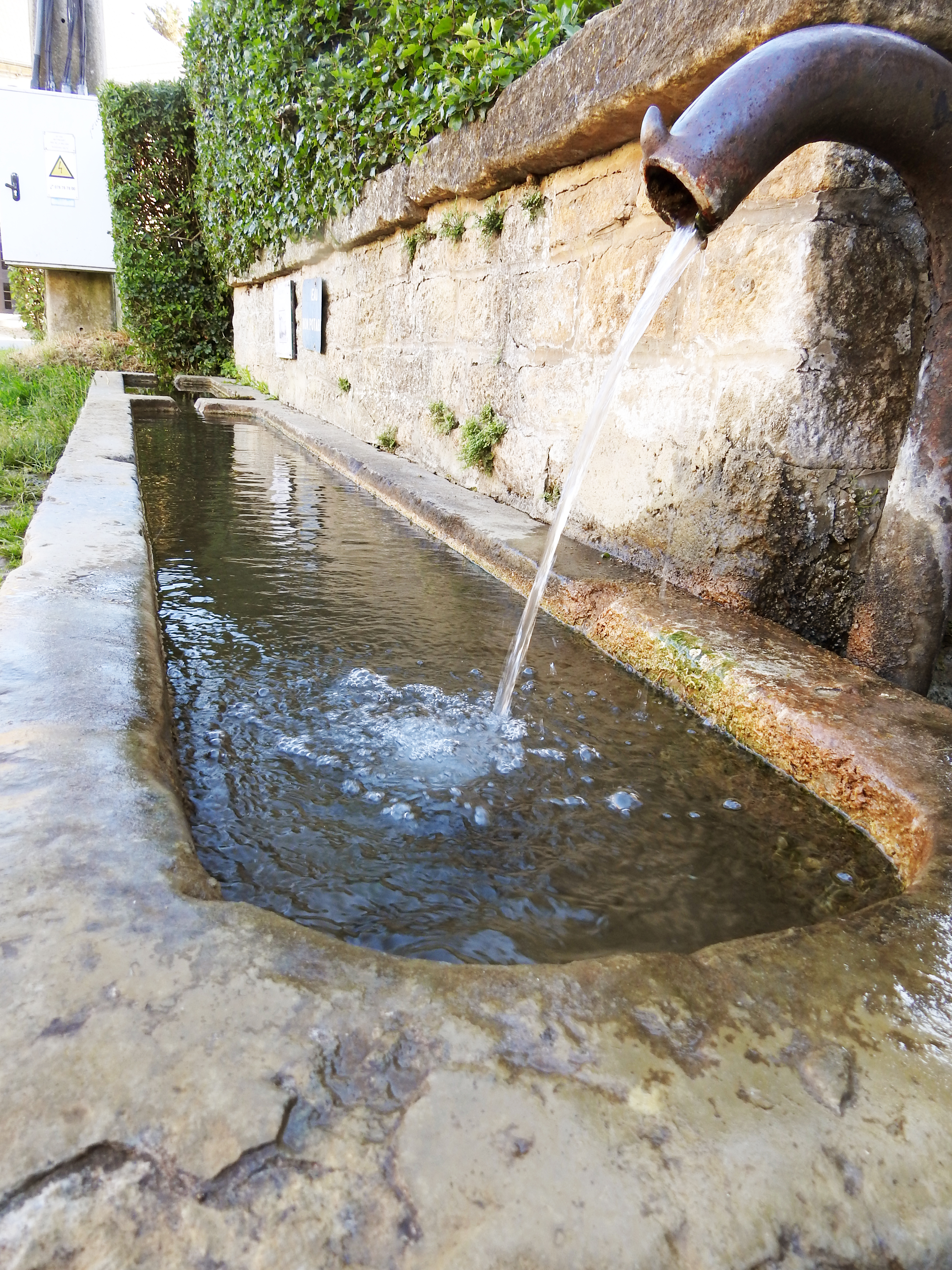
L'abreuvoir

- la grotte de Notre-Dame de Lourdes, construite en 1914
- Le lavoir public et l'abreuvoir
- l'ancienne école communale
- la source de la Batte, affluent de la Vire, se trouve au nord du village que le ruisseau traverse.

## Vie associative et folklore
- L'Harmonie Royale Les Echos de la Batte (naissance en 1921)
- Le Cercle St Paul (Chanoine Paul Ley) (construction 1929)
- Le groupement Odyssée78 et ses animations

Battincourt voit s'organiser depuis plus de vingt ans, le 1er weekend d'août, une brocante et marché artisanal qui s'étendent sur 1,5 km et comptent plus 250 exposants.